# Itajá (kommun i Brasilien, Rio Grande do Norte)
Itajá är en kommun i Brasilien.   Den ligger i delstaten Rio Grande do Norte, i den östra delen av landet, 1 700 km nordost om huvudstaden Brasília. Antalet invånare är 6 952.
Omgivningarna runt Itajá är huvudsakligen savann. Runt Itajá är det glesbefolkat, med 8 invånare per kvadratkilometer.